# Liste der Mitglieder der Deutschen Akademie der Naturforscher Leopoldina/1663
Die Liste der Mitglieder der Deutschen Akademie der Naturforscher Leopoldina für 1663 enthält alle Personen, die im Jahr 1663 zum Mitglied ernannt wurden. Insgesamt gab es ein neu gewähltes Mitglied.

## Mitglieder
| Nr. | Name             | Beiname | Geboren | Aufnahme | Gestorben     | Bild |
| --- | ---------------- | ------- | ------- | -------- | ------------- | ---- |
| 26  | Jakob von Typsma |         | 1608    | 21. Jul. | 26. Juni 1672 |      |